# جشنواره بین‌المللی موسیقی عزیر حاجی‌بیگف
جشنواره بین‌المللی موسیقی عزیر حاجی‌بیگف (به لاتین: Uzeyir Hajibeyov International Music Festival) از ماه سپتامبر سال ۲۰۰۹ در جمهوری آذربایجان برگزار می‌شود. برگزاری رویدادهای موسیقی در مناطق مختلف آذربایجان و مراسم‌های اصلی در باکو، پایتخت این کشور، رقم می‌خورد.

## تاریخچه
از سال ۱۹۹۵، روز ۱۸ سپتامبر، زادروز عزیر حاجی‌بیگف، به عنوان روز ملی موسیقی در جمهوری آذربایجان جشن گرفته می‌شد. از سال ۲۰۰۹ تصمیم‌گیری شد تا یک فستیوال بین‌المللی موسیقی اختصاص یافته به عزیر حاجی‌بیگف، نابغه آهنگ‌سازی آذربایجان، برگزار شود.

## اطلاعات کلی
جشنواره معمولاً ۱۰ روز طول می‌کشد. کنسرت‌ها در محل‌های گوناگونی در باکو همچون موزه ملی هنر جمهوری آذربایجان، تالار دولتی فیلارمونیک آکادمیک جمهوری آذربایجان، آکادمی ملی اپرا و تئاتر باله آذربایجان، مرکز بین‌المللی مقام جمهوری آذربایجان، تئاتر دولتی کمدی موزیکال جمهوری آذربایجان، آکادمی موسیقی باکو و فرهنگ‌سرای حیدر علی‌اف، و نیز مناطق مختلف جمهوری آذربایجان انجام می‌شود.
موسیقیدانانی از دیگر کشورها در کنار همتایان آذربایجانی خود در این فستیوال حضور پیدا می‌کنند. اجراهایی بر مبنای آهنگ‌های عزیر حاجی‌بیگف و نشست‌های علمی در خصوص یادگیری میراث عزیر حاجی‌بیگف از اجزای کنسرت‌های جشنواره است. وزارت فرهنگ جمهوری آذربایجان و بنیاد حیدر علی‌اف برگزار کنندگان این جشنواره هستند.